# Eois anguinata
Eois anguinata är en fjärilsart som beskrevs av W. Warren 1904. Eois anguinata ingår i släktet Eois och familjen mätare. Inga underarter finns listade i Catalogue of Life.